# Franz Peschka
Franz Peschka (14. srpna 1856 Opatov – 30. dubna 1908 Vídeň) byl sudetoněmecký a rakousko-uherský statkář a politik, v letech 1907–1908 předlitavský německý ministr-krajan.

## Biografie
Vystudoval zemědělský institut Francisco Josephinum a profesně působil jako statkář. Od roku 1882 zastával post starosty rodného Opatova na Svitavsku. V roce 1886 se podílel na založení Německého zemědělského ústředního svazu pro Čechy a v roce 1888 se stal členem jeho výboru a roku 1900 viceprezidentem. Roku 1899 se rovněž stal viceprezidentem německé sekce zemské školské rady. Od voleb roku 1895 byl poslancem Českého zemského sněmu (setrval zde až do své smrti).
Zpočátku zastupoval Německou pokrokovou stranu, později byl předákem Německé agrární strany založené roku 1905.
Ve volbách do Říšské rady roku 1891 se stal i poslancem Říšské rady (celostátní parlament), kde reprezentoval kurii venkovských obcí, obvod Litomyšl, Polička atd. Mandát poslance vídeňského parlamentu obhájil za kurii venkovských obcí a obvod Litomyšl, Landškroun atd. ve volbách do Říšské rady roku 1897 a uspěl v něm i ve volbách do Říšské rady roku 1901. Na Říšské radě zasedl i po volbách roku 1907, konaných poprvé podle všeobecného a rovného volebního práva. Uspěl za obvod Čechy 127. Poslancem byl do své smrti roku 1908. Pak ho v Říšské radě nahradil Josef Bernkopf.
V roce 1906 se uvádí coby jeden z pěti poslanců Říšské rady, zastupujících Německou agrární stranu (Deutsche Bauernpartei).
Vrchol jeho politické kariéry nastal počátkem 20. století, kdy se za vlády Maxe Becka stal dodatečně německým ministrem-krajanem. Funkci zastával v období 9. listopadu 1907 – 30. dubna 1908.
Ostatky ministra Peschky byly převezena vlakem do Opatova. Zde šest obecních radních přeneslo rakev z vlaku na pohřební vůz za účasti rodiny, obecních představitelů a duchovenstva. Rakev byla dopravena do rodného domu. Za účasti četných politických osobností a zástupce císaře byla rakev převezena do kostela a na hřbitov, kde promluvil poslanec dr. Stojan, dr. Weiskirchner a dr. Schreiner.
Jeho švagrem byl moravský všeněmecký politik Franz Josef Zoffl (1853–1932). Peschka si totiž vzal Zofflovu sestru Theresii a po její smrti se oženil s další sestrou Emilií.